# Rondeletia buxifolia
Rondeletia buxifolia oder Ixora buxifolia, ist eine Pflanzenart der Gattung Rondeletia und gehört somit zu der Familie der Rötegewächse (Rubiaceae). Sie kommt endemisch nur auf der Karibikinsel Montserrat vor und ist vom Aussterben bedroht.

## Beschreibung
Rondeletia buxifolia wächst als Strauch und entwickelt dabei mehrere Stämme. Sie kann entweder schlaff oder dicht wachsen und erreicht dabei eine Höhe von 1 bis 3 m. Die Äste sind schlank und wachsen bogenförmig.
Das Blatt hat ringförmige Nebenblätter und einen 1 bis 2 mm langen Stiel. Die Blattspreite ist keilförmig bis eiförmig und misst durchschnittlich ca. 1,3–3,5 cm × 0,7–1,7 cm. Am Blattgrund wächst das Blatt keilförmig, um an der Blattspitze abgerundet oder zurückgebildet abzuschließen. Die Blattadern am Blattgrund sind kahl oder leicht behaart.
Der Blütenstand ist achselständig und ein bis dreiblütig mit Blütenstielen bis zu 2 mm groß und vier Kelchblättern, die linearisch oder länglich wachsen und eine Größe von 1,5 bis 3 mm erreichen. Das Kronblatt ist salbeiförmig und hat eine 6 bis 7 mm lange Röhre, das cremefarben oder gelblich ist und nach außen spiegelnd und behaart ist mit vier Blättern die 1,5 bis 2 mm lang werden können.
Die Fruchtkapseln sind kugelig und zahnförmig mit einem Durchmesser von 4 mm. Darin enthalten sind 1 mm lange Samen die gewinkelt, netzförmig und geflügelt in Erscheinung treten.
In einer schattigen Umgebung sind die Blätter dunkelgrün mit einer weichen Oberfläche und die Wuchsform entspricht einem länglichen spindelförmigen Erscheinungsbild. Ab einer gewissen Höhe biegt sich der Stamm bogenförmig zum Boden, bis er diesen erreicht. Dabei bildet die Pflanze neue Wurzeln am Stamm, wodurch eine neue Pflanze entsteht. Die Blüte fällt in schattigen Regionen eher spärlich aus und ist verzögert.
In einer sonnigen Umgebung wächst R. buxifolia zu einem eher kräftigen und dichten Busch heran. Dabei sind Stamm und Blätter deutlich dicker und kommen so mit Sonne und Wind besser zurecht. Die Blüte ist in sonnigen Regionen deutlich üppiger und tritt früher ein als in schattigen Regionen. Auch die sexuelle Fortpflanzung ist in sonnigen Regionen besser, was anhand des Wachstums von Früchten erkannt werden kann.

## Verbreitung
Der natürliche Lebensraum von R. buxifolia ist die Karibikinsel Montserrat. Die Pflanze gilt damit als Endemit, da sie nur auf dieser Insel und innerhalb einer bestimmten Region natürlich vorkommt. Auf Montserrat wächst die Pflanze im Landesinneren auf niedrigeren Höhen zwischen 50 und 450 m NN zwischen trockenen Büschen und Gräsern in den Silver Hills und Centre Hills. Sie ist in Trockenwäldern entlang von saisonalen Bächen, Tälern oder Bergrücken zu finden, in denen nur geringe Niederschläge vorkommen. Die Ausbreitungsfläche in den Silver Hills wurde im Jahr 2008 mit 16,6 km² berechnet.

## Gefährdung
Rondeletia buxifolia wurde 2010 in die Rote Liste aufgenommen und von der International Union for Conservation of Nature (IUCN) als „stark gefährdet“ nach B1ab(iii) eingestuft. Dies liegt zum einen an der Verbreitung, da R. buxifolia ein Endemit auf einem kleinen Gebiet ist und zum anderen daran, dass der 16,6 km² kleine Lebensraum auf Montserrat verschiedenen Bedrohungen ausgesetzt ist.

### Bedrohungen

#### Vulkanausbrüche
Die Insel Montserrat besteht aus drei verschiedenen Höhenlagen, die vulkanischen Ursprungs sind, den Silver Hills, Centre Hills und Soufrière Hills. Davon aktiv ist der im Süden gelegene Vulkan der Soufrière Hills, welcher im Jahr 1995 erwachte und zwei Jahre später im Jahr 1997 Glutlawinen in Richtung Westen und Osten hervorbrach. Dabei wurden die Hauptstadt Plymouth und viele Dörfer unter der Glutlawine begraben. Auch wurde der hiesige botanische Garten zerstört und die Kultivierungsstationen. Zudem fiel die Vegetation der Glutlawine zum Opfer, darunter auch große Teile des natürlichen Waldes. Die betroffenen Flächen sind mit einer unwirtlichen Gesteinsschicht überzogen, welche den Lebensraum für Menschen, Flora und Fauna verengt. Aufgrund der Aschebildung und des sauren Regens wurden große Teile der Vegetation, darunter auch Mittel- und Trockenwälder, entlaubt und damit Biotope langfristig geschädigt.

#### Siedlungsbau und Tourismus
Durch die vulkanische Aktivität in den Soufrière Hills im Süden von Montserrat und die Zerstörung weiter Teile des Südens, insbesondere im Südwesten und nach Osten hin, im Jahr 1997, ist die südliche Region der Insel Sperrgebiet und nicht zur Besiedlung geeignet. Daher weichen Bewohner der Insel in den nordwestlichen Teil der Insel aus. Dort bedrohen Siedlungsprojekte die Vegetation entweder durch Siedlungs- und Straßenbau oder anderen Maßnahmen im Sinne der Infrastruktur. Montserrat ist wirtschaftlich vom Tourismus abhängig und muss daher Unterkünfte und Gastronomie bereitstellen, was zusätzlichen Raum einnimmt und die natürlichen Lebensräume gefährdet. Aber selbst unbebaute Flächen werden durch eine erhöhte Touristenzahl und die damit einhergehende höhere Frequentierung der Lebensräume bedroht, insbesondere seit die zerstörte Hauptstadt Plymouth als das „moderne Pompeii“ zu einer Attraktion für Touristen weltweit wurde und mehr Besucher auf die Insel lockt.

#### Andere Pflanzen
Nichtheimische, invasive Pflanzenarten stellen für Rondeletia buxifolia eine große Bedrohung dar, da sich diese mit den einheimischen Pflanzenarten in starker Konkurrenz um Lebensraum sind und diesen schnell und aggressiv für sich beanspruchen. Die Reduzierung des potenziellen Lebensraums durch den Vulkanausbruch im Jahr 1997 lässt zudem auch heimische Arten um Fläche konkurrieren.

#### Tiere
Bedrohungen durch Tiere kommen für R. buxifolia insbesondere durch verwilderte Tiere zustande. So können Ratten Setzlinge bedrohen und die in den Silver Hills verwilderten Ziegen ganze Pflanzen abnagen.

#### Klimawandel
Der Klimawandel kann den Lebensraum durch klimatische Veränderungen oder Starkwetterereignissen einschränken oder Montserrat zu einem für R. buxifolia ungünstigen bis unmöglichen Biotop werden lassen.

### Erhaltungsmaßnahmen

#### Projekt Montserrat
Um Erhaltungsmaßnahmen planen zu können, wurde ab dem Jahr 2005 ein Projekt des Royal Botanical Garden, Kew und des Montserrat National Trust ins Leben gerufen, welches die Vegetation auf ihre Vielfalt überprüfen sollte und eine botanische Bewertung der Region Centre Hills abgeben soll. Durch das Projekt konnten so Vegetationskarten und eine Arten-Checkliste erstellt werden. Zudem wurde eine Rote Liste erarbeitet, in der gefährdete Kandidaten aufgelistet wurden, die so dem Verständnis für Artenschutz und Risiken in der Region dienlich sind. Daraufhin planten die Verantwortlichen erste Schritte und Strategien zur Erhaltung, um die größten Bedrohungen abzuwenden und langfristiges Überleben zu sichern.

#### Strategie
Für die Rondeletia buxifolia wurde im Rahmen des Projektes von Kew und des Montserrat National Trust eine individuelle Erhaltungsstrategie entwickelt. Dabei ist eine Erhaltung der Art im natürlichen Lebensraum (in situ) und außerhalb des Lebensraums (ex situ) vorgesehen und eine Übermittlung des Bewusstseins für den gefährdeten Status der Pflanzenart und die Bedeutung.

#### Ex-situ-Konservierung
Zur Ex-situ-Konservierung wurde Saatgut gesammelt und ein Teil davon zur langfristigen Aufbewahrung an die Millenium Seed Bank (MSB) von Kew gesendet, um die Samen lagern zu können.
Ein anderer Teil der Sammlung wurde Kew zum Gartenbau gesendet, um aus den daraus gewonnenen Erfahrungen und Erkenntnissen, Schulungen zum richtigen Anbau von R. buxifolia durchführen zu können.

#### Botanischer Garten
Um auch eine Konservierung in Montserrat durchführen zu können, wurde im Rahmen des Overseas Territories Environment Programme (OTEP) der britischen Regierung der Bau eines neuen botanischen Gartens für den Montserrat National Trust unterstützt. Der alte botanische Garten sowie die Büros des Montserrat National Trust in der Hauptstadt Plymouth wurden aufgrund eines Vulkanausbruchs des aktiven Vulkans Soufrière Hills im Jahr 1997 zerstört. Zusätzlich wurde eine Gärtnerei erbaut, die bedrohte Pflanzenarten der Insel, darunter auch Rondeletia buxifolia, kultiviert.

#### Kultivierung
Versuche ergaben, dass R. buxifolia sich als Heckenpflanze kultivieren lässt. Aus den Erkenntnissen wurden Pläne entwickelt, wie die Pflanze in der Gestaltung der Landschaft verwendet werden könnte. So könnte die dort natürlich vorkommende R. buxifolia als Hecke gepflanzt werden, anstatt invasive Pflanzenarten anzubauen. Die Pflanzenart wäre so nachhaltig geschützt und würde gleichzeitig die lokale Artenvielfalt schützen, da invasive Arten deutlich aggressiver expandieren und Böden langfristig schädigen.

### Aussichten

#### ex situ
Erhaltung aufgrund von Bemühungen des Royal Botanical Gardens, Kew und dem Montserrat National Trust, ist das Überleben von Rondeletia buxifolia durch die Kultivierung auf Montserrat und in Kew gut gesichert, zumal auch Saatgutbestände zur langfristigen Konservierung in der Millennium Seed Bank (MSB) gelagert werden.

#### in situ
Die Aussichten von R. buxifolia in ihrem natürlichen Lebensraum ist weniger positiv, da der Wiederaufbau nach der Vulkankatastrophe 1997 eine Siedlungsexpansion in den Norden mit sich bringt und so weiter Lebensraum zerstört wird. Auf dem wirtschaftlich tourismusabhängigen Montserrat, bedroht auch ein erhöhtes Touristenaufkommen das Biotop der Pflanze. Die IUCN schätzt den Populationstrend daher auf absteigend.

## Taxonomie
Im Jahr 1798 beschrieb der norwegisch-dänische Botaniker Martin Vahl als erster die Art Rondeletia buxifolia und ordnete sie damit der Gattung der Rondeletia zu, welche der Familie der Rötegewächse angehört.
Als Grundlage dafür dienten Exemplare aus Sammlungen eines Plantagenbesitzers auf Montserrat, die von diesem an das Kopenhagener Herbarium gesandt wurden.